# Good to Be Bad
Good to Be Bad ist das 2008 veröffentlichte zehnte Studioalbum der britischen Hard-Rock-Band Whitesnake. Es war das erste Studioalbum nach elf Jahren.

## Produktion
Das Album wurde 2007 in den Studios Casa Dala und Clear Lake Audio (Los Angeles, Kalifornien) sowie den Snakebyte Studios (Lake Tahoe, Nevada) aufgenommen, wo Sänger David Coverdale zu dieser Zeit lebte. Er produzierte das Album selbst, gemeinsam mit Doug Aldrich und Michael McIntyre, das Team nannte sich „The Brutal Brothers“. Es war das erste Mal, das Coverdale mit Aldrich zusammenarbeitete. Drei Singles wurden veröffentlicht, Lay Down Your Love, All for Love und Summer Rain sowie eine Promosingle, Can You Hear the Wind Blow. Am 28. April 2023 erschien eine Wiederveröffentlichung durch Rhino Entertainment unter dem Titel Still...Good to Be Bad.

## Titelliste
Alle Songs wurden von David Coverdale und Doug Aldrich geschrieben, Ausnahmen sind angegeben.
| Nr. | Titel                        | Länge |
| --- | ---------------------------- | ----- |
| 1.  | „Best Years“                 | 5:16  |
| 2.  | „Can You Hear the Wind Blow“ | 5:03  |
| 3.  | „Call on Me“                 | 5:01  |
| 4.  | „All I Want, All I Need“     | 5:40  |
| 5.  | „Good to Be Bad“             | 5:13  |
| 6.  | „All for Love“               | 5:13  |
| 7.  | „Summer Rain“                | 6:10  |
| 8.  | „Lay Down Your Love“         | 6:01  |
| 9.  | „A Fool in Love“             | 5:50  |
| 10. | „Got What You Need“          | 4:15  |
| 11. | „'Til the End of Time“       | 5:32  |

| No. | Titel                                     | Länge |
| --- | ----------------------------------------- | ----- |
| 11. | „All for Love“ (Doug Aldrich guitar solo) | 5:20  |
| 12. | „Summer Rain“ (Acoustic version)          | 5:21  |

| Nr. | Titel                                | Autoren                | Länge |
| --- | ------------------------------------ | ---------------------- | ----- |
| 1.  | „Summer Rain“ (Acoustic version)     |                        | 5:21  |
| 2.  | „All I Want All I Need“ (Radio edit) |                        | 3:58  |
| 3.  | „Take Me with You“ (Live)            | Coverdale, Micky Moody | 7:51  |
| 4.  | „Ready to Rock“ (Enhanced video)     |                        | 4:19  |

## Mitwirkende
| Whitesnake - David Coverdale – vocals - Doug Aldrich – guitars, backing vocals - Reb Beach – guitars, backing vocals - Timothy Drury – keyboards, backing vocals - Uriah Duffy – bass, backing vocals - Chris Frazier – drums | Weitere Mitwirkende (Alternate Mix 2023) - Tommy Aldridge – drums (Bonus tracks from Live: In the Shadow of the Blues, re-recorded remixes) - Cami Thompson – backing vocals (Hook City Harlots) - Misty Rae – backing vocals (Hook City Harlots) - Jackie Landrum – backing vocals (Hook City Harlots) - Rick Metz – saxes - Joshua Reed – trumpet | Produktion - Coverdale, Aldrich, Michael McIntyre (The Brutal Brothers) — producer, engineer, mixing - David Donnelly — mastering (at DNA, Los Angeles) - Mike Tacci – engineering - Preston Boebel – assistant engineering | Design - Hugh Gilmour — artwork design & linear notes Management - David Weise — business management - Jeffery Light — legal affairs - Myman Abell Fineman Fox — legal affairs - Rod MacSween — agent | Wiederveröffentlichung - Nik Rosales – assistant engineering - Christopher Collier – mixing (2023 remix); backing vocals - Tom Gordon – mixing (2023 remix); producer - Scott Hull – remastering (at Masterdisk, Peekskill, New York) - Rob Gross — product manager - Kristin Attaway — production & packaging manager - William Hames — studio photography - Sheryl Farber — additional editorial - John Srebalus — additional editorial - Tom Gordon — additional editorial |

## Rezeption

### Rezensionen
Thom Jurek von AllMusic schrieb: „Coverdale has always stuck very close to his blues-rock roots and continues to mine them; his brand of ROCK with chugging outsized guitars is palatable because of his reliance on crafting excellent choruses and hooks. It's a hell of a comeback and ranks right near the top of the Whitesnake catalog. “ Er wertete mit vier von fünf Sternen.

### Charts und Chartplatzierungen
| ChartsChartplatzierungen       | Höchstplatzierung | Wochen |
| ------------------------------ | ----------------- | ------ |
| Deutschland (GfK)              | 6 (8 Wo.)         | 8      |
| Österreich (Ö3)                | 11 (6 Wo.)        | 6      |
| Schweiz (IFPI)                 | 15 (6 Wo.)        | 6      |
| Vereinigtes Königreich (OCC)   | 7 (4 Wo.)         | 4      |
| Vereinigte Staaten (Billboard) | 62 (3 Wo.)        | 3      |